# Mark Allen (cầu thủ bóng đá)
Mark Stephen Allen (sinh ngày 18 tháng 12 năm 1963) là một cựu cầu thủ bóng đá người Anh thi đấu ở vị trí tiền đạo.
Năm 1984, Allen thi đấu cho đội bóng hạng hai Pallo-Iirot ở Phần Lan.